# Partire da te
Partire da te è un singolo del rapper italiano Rkomi, pubblicato l'11 giugno 2021 come secondo estratto dal terzo album in studio Taxi Driver.

## Descrizione
Il brano è stato scritto insieme al cantautore italiano Mahmood con la musica di Junior K e Francesco "Katoo" Catitti. I cori sono stati realizzati dal gruppo vocale a cappella Venice Vocal Jam.

## Classifiche

### Classifiche settimanali
| Classifica (2021) | Posizione massima |
| ----------------- | ----------------- |
| Italia            | 7                 |

### Classifiche di fine anno
| Classifica (2021) | Posizione |
| ----------------- | --------- |
| Italia            | 11        |
| Classifica (2022) | Posizione |
| Italia            | 99        |